# 胡厚钧
胡厚钧（？—），男，中华人民共和国政治人物，曾任中共吉林省委宣传部部长，吉林省文学艺术界联合会主席，吉林省政协副主席。